# Колотовкин, Сергей Викторович
Сергей Викторович Колотовкин (род. 28 сентября 1965, Магнитогорск, Челябинская область) — советский и российский футболист, защитник. Мастер спорта СССР (1984).

## Карьера
Начал заниматься футболом в Магнитогорске, откуда попал в юношескую сборную СССР. В 1982 г. был приглашен в спортинтернат № 62 Ленинграда (тренер Сливка Игорь Евгеньевич), затем в дубль «Зенита» (тренер Павел Садырин). В высшей лиге чемпионата СССР выступал за «Зенит» и ЦСКА, в составе которого стал чемпионом в 1991 году и обладателем Кубка СССР 1990/91. В высшей лиге чемпионата России выступал за ЦСКА, «Динамо» М, «Тюмень», «Ростсельмаш». В сезоне 1993/94 играл за израильские клубы «Бейтар» (Иерусалим) и «Хапоэль Цафририм» (Холон).

### В сборной
Финалист юношеского чемпионата Европы 1984.
За сборную России провёл два матча в 1992 году — против Мексики и Исландии.

## Достижения

### Личные
- В списке 33 лучших футболистов сезона в СССР (1): № 2 — 1991.